# نسرین مقانلو
نسرین مقانلو (زادهٔ ۱ تیر ۱۳۴۷) هنرپیشه سینما و تلویزیون اهل ایران است که از سال ۱۳۷۰ کار حرفه‌ای خود را آغاز کرد.
او پس از ایفای نقش در سریال مسافری از هند به شهرت رسید.

## آغاز فعالیت هنری
وی فعالیت خود را با نقش کوتاهی در فیلم دو نیمه سیب به کارگردانی کیانوش عیاری در سال ۱۳۶۹ آغاز کرد اما در واقع با فیلم سینمایی امید به سینمای ایران معرفی شد و با بازی در فیلم همسر بیشتر مورد توجه قرار گرفت. وی پس از بازی در فیلم نابخشوده چند سالی را در خارج از کشور گذراند. سپس به ایران بازگشت و بازی در سینما و تلویزیون را ادامه داد. بازی در فیلم مهمان مامان وی را به عنوان یک بازیگر توانا مطرح کرد.

## زندگی شخصی
نسرین مقانلو در یک خانوادهٔ آذربایجانی به دنیا نیامده پدر و مادر ایشان اصالتاً تهرانی و نیشابوری هستند و ایشان آذری نیستند
برادر ایشان بیژن مقانلو سرمربی سابق تیم ملی تکواندوی ایران و مربی تکواندو است. کمال خلیلیان (بازیکن سابق فوتبال) اهل اهواز همسر نسرین مقانلو است. ثمرهٔ ازدواج آن‌ها ۲ فرزند به نام‌های ارشیا و آرین است که متولد آمریکا و بزرگ‌شده و تحصیل کرده آنجا هستند. ارشیا، پسر بزرگ آنها، در مهرماه سال ۱۴۰۱ پس از سفر به ایران درگذشت. پزشکی قانونی علت مرگ را احتمال مسمومیت دارویی اعلام کرد.

## فیلم‌شناسی

### سینمایی
| سال تولید | نام فیلم              | کارگردان                | نقش           |
| --------- | --------------------- | ----------------------- | ------------- |
| ۱۴۰۱      | بانک زده‌ها            | جواد اردکانی            |               |
| ۱۳۹۸      | مورچه خوار            | شاهد احمدلو             | آتش کبیری     |
| ۱۳۹۸      | زن‌ها فرشته‌اند ۲       | آرش معیریان             |               |
| ۱۳۹۸      | خون شد                | مسعود کیمیایی           | خانم جان      |
| ۱۳۹۷      | نیوکاسل               | محسن قصابیان            | آزیتا         |
| ۱۳۹۵      | چهار اصفهانی در بغداد | محمدرضا ممتاز           |               |
| ۱۳۹۴      | پلکان مرگ             | عباس مرادیان            |               |
| ۱۳۹۳      | پی ۲۲                 | حسین قاسمی جامی         | لیلی          |
| ۱۳۹۲      | روزگاری عشق و خیانت   | داوود بیدل              | پروانه        |
| ۱۳۹۱      | گناهکاران             | فرامرز قریبیان          | مهوش القاییان |
| ۱۳۹۱      | چهار باندی            | محمدجعفر باقری نیا      |               |
| ۱۳۹۰      | بدون اجازه            | مرتضی هرندی             |               |
| ۱۳۹۰      | راه بهشت              | مهدی صباغ‌زاده           |               |
| ۱۳۸۹      | جوجه تیغی‌ها           | حسین تبریزی             |               |
| ۱۳۸۷      | نفوذی                 | احمد کاوری و مهدی فیوضی |               |
| ۱۳۸۷      | سوپر استار            | تهمینه میلانی           | شهلا          |
| ۱۳۸۶      | ماه‌وش                 | محمد درمنش              |               |
| ۱۳۸۲      | مهمان مامان           | داریوش مهرجویی          | صدیقه         |
| ۱۳۸۱      | دختری در قفس          | قدرت‌الله صلح میرزایی    |               |
| ۱۳۷۵      | نابخشوده              | ایرج قادری              |               |
| ۱۳۷۲      | همسر                  | مهدی فخیم زاده          |               |
| ۱۳۷۲      | همه دختران من         | اسماعیل سلطانیان        | سودابه        |
| ۱۳۷۱      | بازیچه                | تورج منصوری             |               |
| ۱۳۷۰      | امید                  | حبیب کاووش              | گلی           |
| ۱۳۷۰      | قربانی                | رسول صدرعاملی           | آذر           |
| ۱۳۷۰      | دو نیمه سیب           | کیانوش عیاری            |               |

### تلویزیون و نمایش خانگی
| نام مجموعه        | سال  | کارگردان        | توضیحات                                     |
| ----------------- | ---- | --------------- | ------------------------------------------- |
| آخرین سند         | ۱۳۷۱ | رضا گنجی        | شبکه ۱–۴ قسمت                               |
| لبخند زندگی       | ۱۳۷۲ | محمد دستگردی    | شبکه ۱–۷ قسمت                               |
| مسافری از هند     | ۱۳۸۱ | قاسم جعفری      | شبکه ۳–۲۶ قسمت                              |
| حس سوم            | ۱۳۸۴ | مهدی فخیم زاده  | شبکه ۲–۱۰ قسمت                              |
| خواستگاران        | ۱۳۸۶ | گلاب آدینه      | شبکه ۱–۵۰ قسمت                              |
| سایه تنهایی       | ۱۳۸۶ | بیژن شکرریز     | شبکه ۱–۲۶ قسمت                              |
| ساعت شنی          | ۱۳۸۶ | بهرام بهرامیان  | شبکه ۱–۱۸ قسمت                              |
| دیدار             | ۱۳۸۷ | سید جواد هاشمی  | شبکه ۳–۱۳ قسمت                              |
| برخورد            | ۱۳۸۸ | محمدهادی نامور  | شبکه طبرستان - ۱۳ قسمت - بازپخش از شبکه شما |
| مختارنامه         | ۱۳۸۹ | داود میرباقری   | شبکه ۱–۴۰ قسمت - آغاز تولید از ۱۳۸۱         |
| قسم               | ۱۳۸۹ | حسین تبریزی     | شبکه ۳–۵ قسمت - پخش در شب‌های قدر            |
| ستاره‌های سربی     | ۱۳۸۹ | محمدرضا آهنج    | شبکه ۲–۱۷ قسمت                              |
| قلب یخی (فصل اول) | ۱۳۸۹ | محمدحسین لطیفی  | شبکه نمایش خانگی                            |
| قلب یخی (فصل دوم) | ۱۳۹۰ | محمدحسین لطیفی  | شبکه نمایش خانگی                            |
| سایه روشن         | ۱۳۹۰ | آرش معیریان     | شبکه تهران - ۳۷ قسمت                        |
| همه بچه‌های ما     | ۱۳۹۱ | تاجبخش فنائیان  | شبکه ۲–۲۷ قسمت                              |
| عصر پاییزی        | ۱۳۹۲ | اصغر نعیمی      | شبکه ۱–۳۵ قسمت                              |
| تنهایی لیلا       | ۱۳۹۴ | محمدحسین لطیفی  | شبکه ۳–۳۰ قسمت                              |
| آرام می‌گیریم،     | ۱۳۹۵ | روح‌الله سهرابی  | شبکه ۲–۵۰ قسمت                              |
| سفر در خانه       | ۱۳۹۶ | بهمن گودرزی     | شبکه نسیم - ۱۷ قسمت                         |
| افسانه هزارپایان  | ۱۳۹۷ | شهاب عباسی      | شبکه نسیم - ۵۲ قسمت                         |
| دل                | ۱۳۹۸ | منوچهر هادی     | شبکه نمایش خانگی - ۴۰ قسمت                  |
| سریال دادزن       | ۱۳۹۹ | سیامک خواجه وند | شبکه نمایش خانگی                            |
| داریوش            | ۱۴۰۳ | هادی حجازی فر   | شبکه نمایش خانگی                            |
| جان‌سخت            | ۱۴۰۳ | مصطفی تقی‌زاده   | شبکه نمایش خانگی                            |

## کتاب آشپزی
نسرین مقانلو یک کتاب آشپزی نوشته که با نام آشپزی نسرین و به مشخصات زیر به چاپ رسیده است.
- مقانلو، نسرین، آشپزی نسرین، تهران: چکاوک، پگاه‏‫، ۱۳۹۴؛ ۹۲۷ ص.